# Martin (Slowakei)
Martin (bis 1950 slowakisch Turčiansky Svätý Martin, deutsch Turz-Sankt Martin, ungarisch Turócszentmárton, lateinisch Sanctus Martinus/Martinopolis) ist eine slowakische Stadt in der Mittelslowakei.  Sie hat 50.346 Einwohner (Stand 31. Dezember 2024) und ist Zentrum der Region Turz (slowakisch Turiec) sowie ein historisch bedeutendes Kulturzentrum der Slowaken. Verwaltungstechnisch ist Martin Sitz des Okres Martin innerhalb des Žilinský kraj.

## Geographie

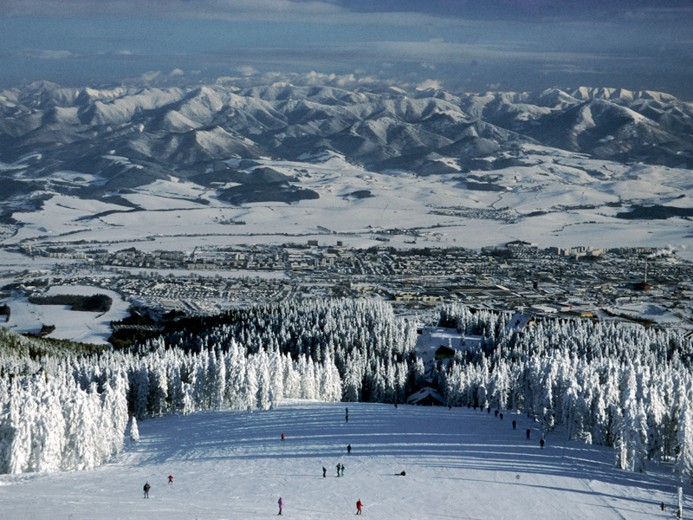
Blick auf die Stadt nach Osten im Winter mit der Großen Fatra im Hintergrund

Die Stadt befindet sich im nördlichen Teil des Turzbeckens (slowakisch Turčianska kotlina) am Fluss Turiec, kurz vor dessen Mündung in die Waag. Westlich und nördlich der Stadt erhebt sich die Kleine Fatra, genauer deren Teil Lúčanská Fatra, weiter östlich ist die Große Fatra zu sehen. Das Gemeindegebiet ist 67,736 km² groß und umfasst einen Teil der hügellandartigen Landschaft am Turzbecken und den Ostteil der Lúčanská Fatra unterhalb der Berge Veľká Lúka (1476 m n.m.) und Krížava (1457 m n.m.). Das Stadtzentrum liegt auf einer Höhe von 395 m n.m. und ist 30 Kilometer von Žilina, 60 Kilometer von Banská Bystrica sowie jeweils etwa 230 Kilometer von Bratislava und Košice entfernt (Straßenentfernungen).
Verwaltungstechnisch gliedert sich die Stadt in sieben Stadtteile:
- Košúty
- Ľadoveň-Jahodníky-Tomčany
- Martin
- Podháj-Stráne
- Priekopa
- Sever
- Záturčie

Nachbargemeinden von Martin sind Vrútky und Turčianske Kľačany im Norden, Sučany im Nordosten, Diaková und Dražkovce im Osten, Žabokreky und Košťany nad Turcom im Süden, Bystrička im Südwesten, Kunerad und Stránske im Westen sowie Turie und Višňové im Nordwesten.

## Bedeutung
Martin ist ein regionales Zentrum und sehr bedeutend für die nationale Kultur der Slowaken – unter anderem ist die Stadt der Sitz der Nationalen Kulturstiftung Matica slovenská. Die heutige slowakische Standardsprache beruht auf dem in dieser Gegend gesprochenen Dialekt. Die Stadt ist Ausgangspunkt für Wanderungen in der Kleinen und Großen Fatra.

## Geschichte

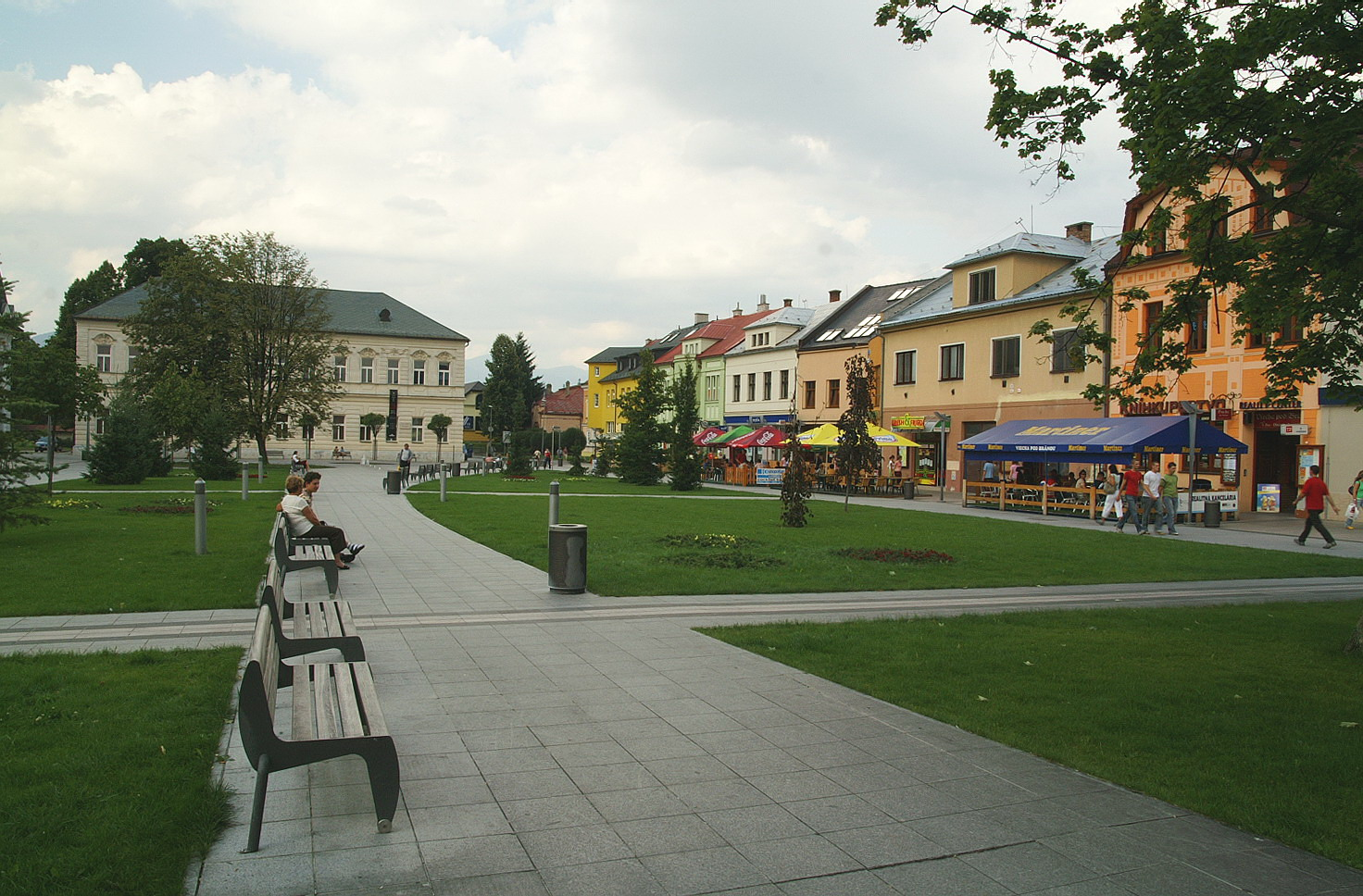
Blick auf den Hauptplatz im Ort (auf der linken Seite des Bildes ist das 'Erste Gebäude' der Matica slovenská zu sehen)

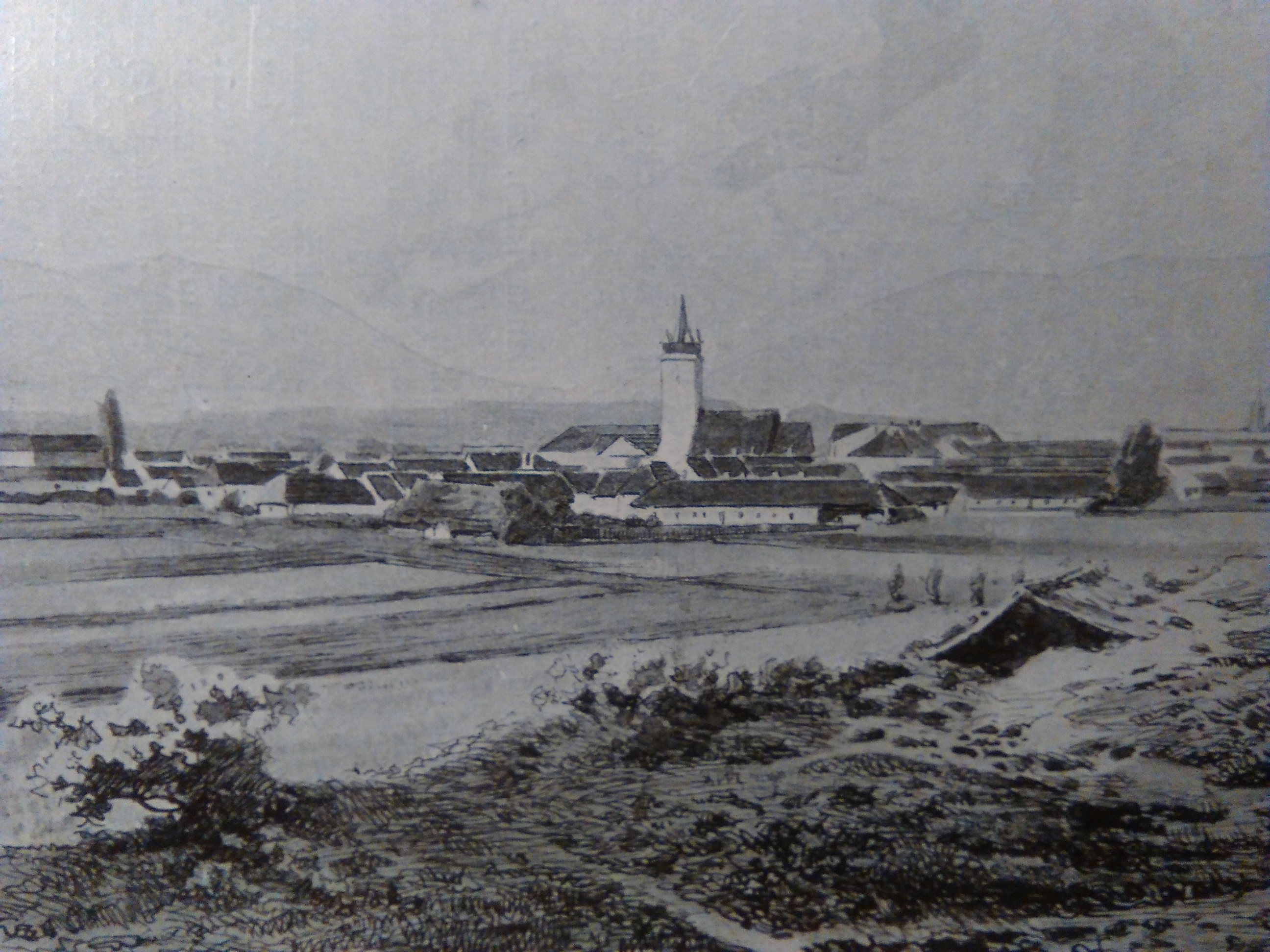
Historisches Gemälde von Martin, gegen 1910

Die Gegend von Martin war schon in der Hallstattzeit ein Siedlungsplatz, wie neuere Ausgrabungen zeigen.
Die Stadt wurde 1264 zum ersten Mal als Zenthmarton erwähnt. 1340 bekam der Ort das Stadtrecht vom ungarischen König Karl Robert. 1431 und 1433 wurde Martin im Zuge der Hussitenaufstände geplündert. Auch Naturkatastrophen bremsten die Stadtentwicklung, wie Erdbeben in den Jahren 1443–45 und 1453, dazu grassierte eine Pestepidemie im Herbst 1452 in der Gegend. Auch wegen dieser Ereignisse begann gegen Mitte des 15. Jahrhunderts die immer mehr ausgeweitete Gutsherrschaft der Burg Sklabiňa. 1535 kam die Stadt zum Besitz des Geschlechts Révay und wurde nach und nach zum Sitz des Komitats Turz. Der rasch wachsenden Bevölkerung war es zu verdanken, dass es im 17. und 18. Jahrhundert zahlreiche Zünfte im Ort gab. 1666, 1778 und 1843 brannte die Stadt nieder.

Teilnehmer der Nationalversammlung am 6. und 7. Juni 1861 vor der evangelischen Kirche in Martin (historische Ansichtskarte)

1785 hatte die Stadt 152 Häuser und 1069 Einwohner, 1828 zählte man 174 Häuser und 1134 Einwohner. Im 19. Jahrhundert wurde Martin zum Zentrum der slowakischen Nationalbewegung. In den Wirren der Revolution von 1848/1849 beteiligten sich die Einwohner aktiv an den Ereignissen. 1861 wurde hier das Memorandum der slowakischen Nation verfasst, die staatsrechtliche, politische und kulturelle Anforderungen der Slowaken umfasste. 1863 folgte die Kulturstiftung Matica slovenská, 1864 der Musik- und Amateurtheaterverein Slovenský spevokol, 1867 eines der drei slowakischen Gymnasien (die anderen waren in nahen Kláštor pod Znievom und Revúca). Nach dem Ausgleich von 1867 gerieten die slowakischen Institutionen unter ungarischen staatlichen Druck, der 1875 zur Zwangsauflösung des Gymnasiums und der Matica slovenská führte; trotz dieses Verlusts war aber Martin weiterhin das kulturelle Zentrum der Slowaken. 1871 wurde in der Stadt die erste slowakische politische Partei, die Slowakische Nationalpartei gegründet, 1884 das Geldinstitut Tatra Banka. 1890 wurde das Nationalhaus (slowakisch Národný dom) erbaut, das eine Bücherei sowie je ein Kasino, Museum und Theater beherbergte. Im späten 19. Jahrhundert begann auch die Industrialisierung der bisher durch Handwerk, Handel und Landwirtschaft dominierten Stadt, nachdem sie 1872 an die Eisenbahn angeschlossen wurde. Zu den Industriebetrieben gehörten unter anderen eine Brauerei, die Möbelfabrik Tatra, ein Zellulosewerk und eine Mineralölfabrik.
Am 30. Oktober 1918 war Martin der Ort, an dem die sogenannte Martiner Deklaration verabschiedet wurde, mit der sich der Slowakische Nationalrat an den zwei Tage zuvor in Prag ausgerufenen tschechoslowakischen Staat anschloss. Unmittelbar nach dem Ersten Weltkrieg gab es Vorschläge, Martin zur slowakischen Hauptstadt zu erklären, die bevollmächtigte slowakische Regierung von Vavro Šrobár entschied sich jedoch für das exzentrisch gelegene Pressburg, das im März 1919 den heutigen Namen Bratislava erhielt. Einer der Gründe war die ungenügende Infrastruktur für Regierungsämter, überdies spielten geopolitische Gründe eine Rolle, da der Regierungssitz in Bratislava die tschechoslowakischen Forderungen für die Stadt unterstützen sollte. In der Zeit der ersten tschechoslowakischen Republik blühte das gesellschaftliche und kulturelle Leben in der Stadt, 1919 wurde hier die Tätigkeit der wieder gegründeten Matica slovenská aufgenommen, andererseits stagnierten die örtlichen Fabriken, die insbesondere während der Weltwirtschaftskrise ihre Arbeit begrenzten oder einstellten, begleiteten von etlichen Arbeiterstreiks. Während des Zweiten Weltkriegs spielte die Stadt und die örtliche Garnison eine Rolle in der Vorbereitung des Slowakischen Nationalaufstands. Nach dem Ausbruch des Aufstands am 29. August 1944 lief die Garnison zu den Aufständischen über, und es ereigneten sich schwere Gefechte im nahen Engpass von Strečno und in der unmittelbaren Umgebung, bevor am 21. September 1944 NS-deutsche Truppen in die Stadt marschierten. Befreit wurde Martin am 11. April 1945 vom 1. tschechoslowakischen Armeekorps der Roten Armee und Einheiten der rumänischen Armee.
Nach der Wiederherstellung der Tschechoslowakei wurde die Stadt weiter industrialisiert. 1948 legte man den Grundstein für den Vorgänger der Schwermaschinen- und Waffenfabrik ZŤS Martin, weiter wurde in den 1970er Jahren die Druckerei Neografia erweitert. Unter anderem hatten ein Zellulosen- und Papierwerk, eine Bäckerei, eine Molkerei und eine Arzneimittelfabrik ihren Sitz in der Stadt. Mit der fortschreitenden Industrialisierung baute man auch neue Siedlungen, Kultur- und Sportstätten.
Nach der Samtenen Revolution im Jahr 1989 musste die Stadt insbesondere wegen des Niedergangs der Maschinenbauindustrie zeitweise mit hoher Arbeitslosigkeit kämpfen. Das Gesetz 241/1994 des slowakischen Parlaments vom 24. August 1994 erklärte Martin zum „Zentrum der nationalen Kultur der Slowaken in der Slowakischen Republik und im Ausland“.
Im Jahr 2011 erhielt die Stadt eine Auszeichnung der Vereinten Nationen für Prävention und Korruptionsbekämpfung im öffentlichen Sektor. Diesen Preis erhielt Martin mit dem Projekt Transparente Stadt, das gemeinsam mit Transparency International Slovensko einige Jahre vorher gestartet worden war.

### Name
Die ersten Quellenbelege stammen von 1264 als Zenthmarton – ungarisch für Hl. Martin – und 1284 villa Sancti Martini – lateinisch Siedlung des Hl. Martin. Dieser ursprüngliche Name wurde vom Namen der Stadtkirche, also dem Patrozinium, übernommen. Das Attribut Turz, das vom Namen der gleichnamigen Gespanschaft abgeleitet ist, kam gemäß Quellen spätestens 1353 hinzu. Ab 1919 hieß die Stadt offiziell Turčiansky Svätý Martin, und 1951 wurde sie in Martin umbenannt, da das Wort svätý („heilig“) in Ortsnamen für die damals herrschenden Kommunisten unerwünscht war.

## Bevölkerung
| Jahr                | 1994   | 2004    | 2014    | 2024     |
| ------------------- | ------ | ------- | ------- | -------- |
| Anzahl der Personen | 60.511 | 59.449  | 56.053  | 50.346   |
| Unterschied         |        | −1,75 % | −5,71 % | −10,18 % |

| Jahr                | 2023   | 2024    |
| ------------------- | ------ | ------- |
| Anzahl der Personen | 50.629 | 50.346  |
| Unterschied         |        | −0,55 % |

Nach der Volkszählung 2011 wohnten in Martin 57.428 Einwohner, davon 46.931 Slowaken, 576 Tschechen, 117 Magyaren, 60 Mährer, 55 Roma, 48 Deutsche, 41 Russinen, 25 Polen, 20 Russen, jeweils 14 Bulgaren und Ukrainer sowie jeweils sieben Juden, Kroaten und Serben. 155 Einwohner gaben eine andere Ethnie an und 9351 Einwohner machten keine Angabe zur Ethnie.
19.717 Einwohner bekannten sich zur römisch-katholischen Kirche, 7587 Einwohner zur Evangelischen Kirche A. B., 371 Einwohner zur evangelisch-methodistischen Kirche, 306 Einwohner zur griechisch-katholischen Kirche, 104 Einwohner zu den Zeugen Jehovas, 102 Einwohner zur orthodoxen Kirche, 76 Einwohner zu den christlichen Gemeinden, 65 Einwohner zu den Siebenten-Tags-Adventisten, 59 Einwohner zur reformierten Kirche, 58 Einwohner zur tschechoslowakischen hussitischen Kirche, 44 Einwohner zur apostolischen Kirche, 18 Einwohner zur jüdischen Gemeinde, 17 Einwohner zur altkatholischen Kirche, 13 Einwohner zur Bahai-Religion, neun Einwohner zu den Mormonen, sieben Einwohner zu den Baptisten und drei Einwohner zu den Brethren. 430 Einwohner bekannten sich zu einer anderen Konfession, 16307 Einwohner waren konfessionslos und bei 12135 Einwohnern wurde die Konfession nicht ermittelt.

## Wirtschaft
Mit Abstand wichtigster Industriebetrieb war zu Zeiten des Kalten Krieges der Schwermaschinen- und Waffenproduzent „ZŤS Martin“ mit mehr als 10.000 Beschäftigten, eine der größten Panzerfabriken im Ostblock. Heute gibt es in Martin Betriebe der Automobil-, Papier-, Möbel- und Lebensmittelindustrie.

## Sehenswürdigkeiten
- rekonstruiertes Stadtzentrum mit renoviertem Gebäude der „Tatra Banka“ (erbaut um 1900).
- Slowakischer Nationalfriedhof mit ca. 200 bekannten slowakischen Persönlichkeiten
- 3 Gebäude der Slowakischen Matica („Matica slovenská“, wissenschafts- und kulturstiftende Institution der Slowaken, siehe auch Geschichte der Slowakei): das erste von 1864–65 ist neoklassizistisch, das zweite stammt von 1924–1925, das neue samt der Slowakischen Nationalbibliothek und einer Handschriftensammlung stammt von 1977
- neoklassizistisches Theater von 1888

- Kirchen:
  - katholische Martinskirche aus dem 13. Jahrhundert (im 15. Jahrhundert erweitert) mit wertvollen Wandmalereien aus dem 14. Jahrhundert
  - klassizistische evangelische Kirche, die als Toleranzkirche erbaut wurde
  - Synagoge aus der zweiten Hälfte des 19. Jahrhunderts am jüdischen Friedhof

- Museen, Galerien und Ähnliches:

Múzeum slovenskej dediny

  - Múzeum slovenskej dediny (Museum des slowakischen Dorfes), ein Freilichtmuseum mit volkstümlichen Objekten aus der gesamten Slowakei, z. B. mit einer evangelischen Holzkirche
  - Turčianske múzeum Andreja Kmeťa (Turzer Andrej-Kmeť-Museum), 1932 als erstes Gebäude des Slowakischen Nationalmuseums errichtet; Kmeť war ein wichtiger Archäologe und Ethnograph
  - Martin Benka Múzeum, für den slowakischen Maler Benka
  - Turčianska galéria (Turzer Galerie), Galerie der bildenden Künste im ehemaligen Verwaltungssitz mit Ausstellungen der modernen slowakischen Kunst
  - Völkerkundemuseum des Slowakischen Nationalmuseums, 1933 erbaut
  - Slovenské národné literárne múzeum Matice slovenskej (Slowakisches nationales Literaturmuseum der Slowakischen Matica)

## Sport
Der Eishockeyklub MHC Martin spielt seit der Gründung der slowakischen Extraliga fast ausschließlich in dieser.

## Verkehr

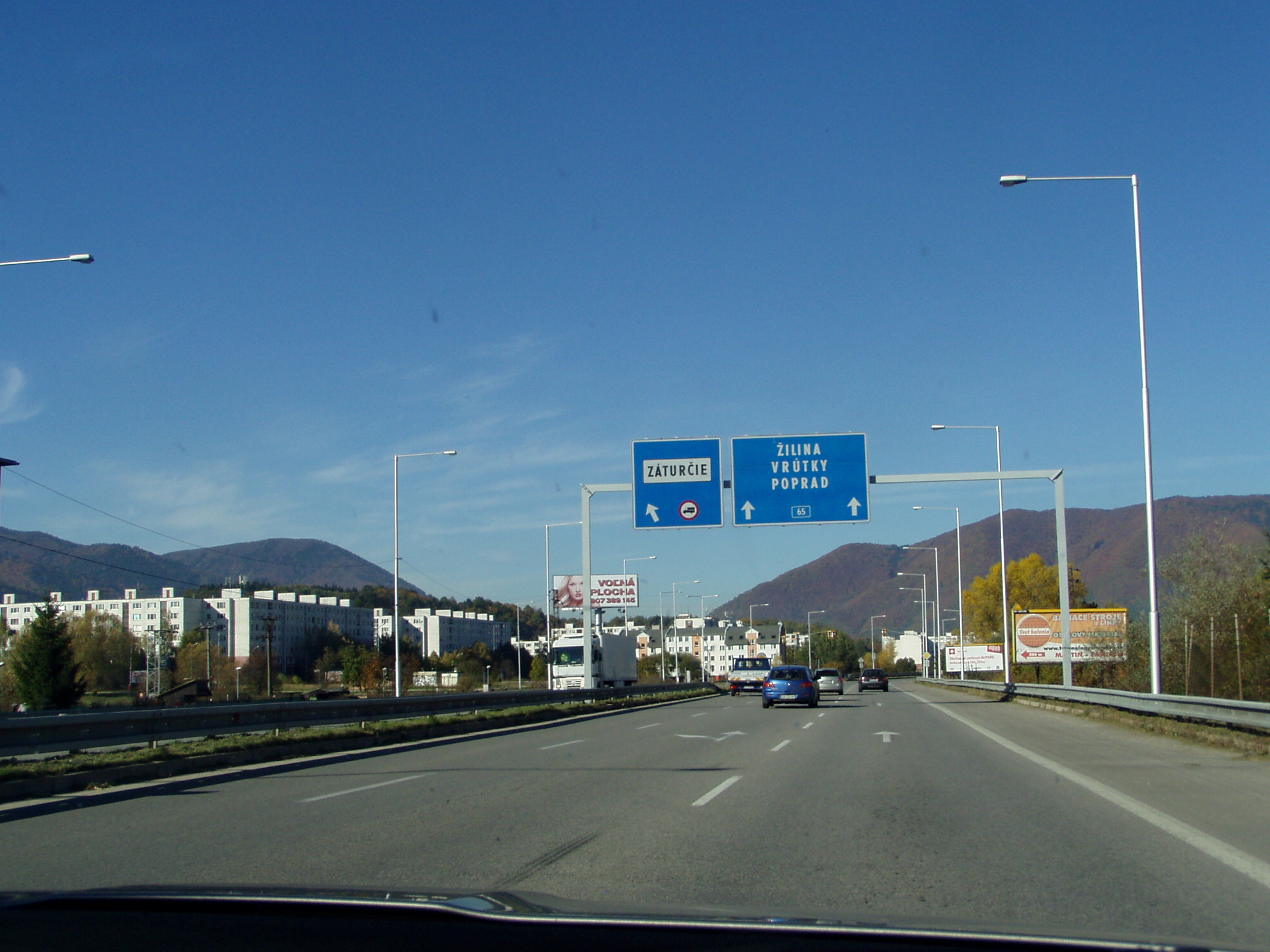
Ortsumgehung Martin bei Záturčie

Durch die Stadt verlaufen die Straße 1. Ordnung 65 durch die Stadtmitte sowie die als Ortsumgehung konzipierte und teilweise vierspurig ausgebaute Straße 1. Ordnung 65D westlich des Stadtzentrums. Beide enden nördlich der Stadt an der Straße 1. Ordnung 18 von Žilina nach Prešov. Eine Anbindung an die Autobahn D1 (Abschnitt Dubná Skala–Turany, E 50) wurde am 10. Juli 2015 dem Verkehr freigegeben, eine Verbindung mit dem zusammenhängenden europäischen Autobahnnetz wurde jedoch bisher nicht fertiggestellt. In der Zukunft soll zudem die Schnellstraße R3 östlich der Stadt passieren.
Martin hat Eisenbahnanschluss durch die Bahnstrecke Salgótarján–Vrútky, die im nahen Vrútky in die wichtige Bahnstrecke Žilina–Košice übergeht. Der Bahnhof befindet sich an der Straße Novákova und wird von mehreren täglichen Nahverkehrszug- (von/nach Vrútky, Horná Štubňa und Prievidza), einigen Schnellzugpaaren (von/nach Zvolen, Žilina und Ostrava) der staatlichen Bahngesellschaft ZSSK angefahren (Stand Fahrplan 2021). Des Weiteren besitzt der Stadtteil Priekopa eine Haltestelle.
Die Gesellschaft SAD Žilina a. s. hat bis 2021 in der Stadt 26 ÖPNV-Buslinien betrieben.
Seit 2022 betreibt die Stadt durch ihre eigene Gesellschaft (Dopravný podnik mesta Martin s.r.o.) den ÖPNV. In der Stadt verkehren Iveco Urbanway 12M CNG. Insgesamt 35 Stück. Es gibt 101 Haltestellen und 23 Buslinien.
Unweit des Stadtteils Tomčany liegt ein kleiner Sportflugplatz (ICAO-Code: LZMA).

## Partnerstädte
- Jičín (Tschechien)
- Karviná (Tschechien)
- Kalisz (Polen)
- Sisak (Kroatien)
- Békéscsaba (Ungarn)
- Gotha (Deutschland)
- Hoogeveen (Niederlande)
- Bački Petrovac (Serbien)

## Söhne und Töchter der Stadt
- Peter Bartoš (* 1973), slowakischer Eishockeyspieler
- Barbora Bobuľová (* 1974), slowakische Filmschauspielerin
- Zdeno Cíger (* 1969), slowakischer Eishockeyspieler und -trainer
- Vladimír Dedeček (1929–2020), slowakischer Architekt
- Patrícia Fischerová (* 1993), slowakische Fußballspielerin
- Oto Haščák (* 1964), slowakischer Eishockeyspieler
- Samuel Hlavaj (* 2001), Eishockeyspieler
- Janko Jesenský (1874–1945), slowakischer Jurist, Beamter und Schriftsteller
- Dalibor Karvay (* 1985), slowakischer Violinist
- Jaroslav Katriňák (* 1966), slowakischer Motorradrennfahrer
- Jana Kirschner (* 1978), slowakische Popsängerin
- Lucia Klocová (* 1983), slowakische Mittelstreckenläuferin
- Richard Pánik (* 1991), slowakischer Eishockeyspieler
- Branislav Sloboda (* 1943), slowakisch-deutscher Forstwissenschaftler, Mathematiker und Informatiker
- Peter Smrek (* 1979), slowakischer Eishockeyspieler
- Radovan Somík (* 1977), slowakischer Eishockeyspieler
- Zuzana Šulajová (* 1978), slowakische Schauspielerin und Fotografin
- Róbert Švehla (* 1969), slowakischer Eishockeyspieler
- Armin Tyroler (1873–1944), Oboist, NS-Opfer
- Paula Voit (1857–1939), Mutter des ungarischen Komponisten Béla Bartók.